# Cal Lisu
Cal Lisu és una casa de Sant Sadurní d'Anoia (Alt Penedès) inclosa a l'Inventari del Patrimoni Arquitectònic de Catalunya.

## Descripció
Edifici entre mitgeres d'una crugia, de planta baixa, entresòl, un pis i golfes. La coberta és de teula àrab a dues vessants. L'estructura de l'obra presenta una adaptació funcional a l'activitat agrícola. El seu interès és fonamentalment tipològic.

## Història
Cal Lisu està situada al peu de la carretera de Vilafranca a Terrassa, i segueix un dels eixos de l'eixample vuitcentista de Sant Sadurní.